# Up10tion
Gli Up10tion (업텐션?; spesso stilizzato in UP10TION) sono un gruppo musicale sudcoreano formatosi nel 2015 sotto TOP Media. Il gruppo, che consiste di sette membri, originalmente dieci, ha debuttato con l'EP Top Secret l'11 settembre 2015.

## Formazione
- Kuhn (쿤) – leader, rap, voce
- Kogyeol (고결) – voce
- Bitto (비토) – rap
- Sunyoul (선율) – voce
- Gyujin (규진) – voce
- Hwanhee (환희) – voce
- Xiao (샤오) – voce

### Ex membri
- Jinhoo (진후) – leader, voce
- Lee Jin-hyuk (이진혁) – rap
- Kim Woo-seok (김우석) – voce

## Discografia

### Album in studio
- 2018 – Invitation
- 2021 – Connection

### EP
- 2015 – Top Secret
- 2015 – Bravo!
- 2016 – Spotlight
- 2016 – Summer Go!
- 2016 – Burst
- 2017 – Star;dom
- 2017 – 2017 Special Photo Edition
- 2018 – 2018 Special Photo Edition
- 2018 – Laberinto
- 2019 – The Moment of Illusion
- 2020 – Light Up
- 2022 – Novella

## Tour e concerti
- 2017: Up10tion "Zepp Tour 2017 ID"
- 2018: Up10tion JAPAN Live Tour 2018 CANDYLAND
- 2018: Up10tion 1st Us Meet & Live Tour "Candyland"
- 2018: Up10tion Europe Tour
- 2019: Laberinto Tour in North America